# IC 2977
IC 2977 est une vaste galaxie spirale magellanique (ou irrégulière ?) située dans la constellation du Centaure. Sa vitesse par rapport au fond diffus cosmologique est de 3 324 ± 27 km/s, ce qui correspond à une distance de Hubble de 49,0 ± 3,5 Mpc (∼160 millions d'al). IC 2977 a été découverte par l'astronome américain Lewis Swift en 1897.
IC 2977 renferme peut-être des régions d'hydrogène ionisé.
À ce jour, deux mesures non basées sur le décalage vers le rouge (redshift) donnent une distance de 43,900 ± 4,808 Mpc (∼143 millions d'al), ce qui est à l'intérieur des valeurs de la distance de Hubble.

## Groupe de ESO 320-26
Selon un article publié par A.M. Garcia en 1993, IC 2977 fait partie du groupe d'ESO 320-26. Ce groupe de galaxies contient au moins sept galaxies. Les six autres galaxies du groupe sont NGC 3903, ESO 320-26, ESO 320-30, ESO 320-31, ESO 378-20 et ESO 379-6.